# La Martyre
La Martyre [lamaʁtiʁ] est une commune du département du Finistère, dans la région Bretagne, en France.
Ses habitants sont les Martyriens et les Martyriennes.

## Géographie

### Localisation
La Martyre est située dans l'extrême sud du plateau du Léon, à la limite de la Cornouaille, entre Landerneau et les monts d'Arrée. Le bourg est décentré dans le nord-est du finage communal et placé à son endroit le plus élevé, à 191 mètres d'altitude. Les altitudes sont également assez élevées dans l'extrême sud-ouest du finage, là où se trouve le centre de loisirs de Lann-Rohou et le golf de Brest-Iroise, atteignant 179 mètres d'altitude. Le reste du territoire communal forme un plan incliné vers le nord-ouest, où l'altitude descend jusqu'à 62 mètres dans la vallée du ruisseau du Morbic, petit affluent de la rive droite de l'Élorn, qui conflue avec ce dernier à La Roche-Maurice. La ligne de partage des eaux entre les bassins de l'Élorn et de la Mignonne traversant la partie sud du finage communal, l'altitude s'abaisse progressivement aussi dans l'extrême sud jusqu'à 50 mètres, à la confluence de la rivière du Cann (le long de laquelle se trouvaient plusieurs moulins : le moulin de Poulbroc'h, le moulin du Cann, le moulin du Launay, ce dernier en Tréflévénez), avec la rivière de la Boissière.
| Pencran      | La Roche-Maurice | Ploudiry  |
| Dirinon      | La Martyre       | Ploudiry  |
| Saint-Urbain | Tréflévénez      | Le Tréhou |

Henri Pérennès a décrit ainsi la Martyre en 1932 : « Le territoire de La Martyre, d'une superficie de 1 702 hectares, fait partie d'un plateau qui, partant du pied des montagnes d'Arrée, s'étend jusqu'à l'extrémité de la presqu'île de Plougastel. Sur cette étendue, on voit beaucoup de terres incultes, ne rapportant qu'ajoncs et bruyères. La paroisse compte un village de moins que la commune, celui du Krann, dépendant de l'église de La Roche. Elle est limitée au nord par La Roche, à l'ouest par Pencran, au sud par Tréflévénez et Le Tréhou ; à l'est par Ploudiry. Sur cette dernière limite se trouve le bourg, distant d'un kilomètre seulement du bourg voisin. Assis à l'extrémité d'un promontoire, au-dessus de la vallée de l'Élorn, à 187 mètres d'altitude, son clocher et le bouquet d'arbres qui l'entourent s'aperçoivent d'assez loin. Les plus grands villages de la paroisse sont : la Haie, Trégouchen, Kervern, Kerglouaran, Kerlavarec, Koat-Sessou, Poulbroc'h, Kann, Kergoffou, Spernot, Lilyvon, Boudougenvès ».

### Transports
Si La Martyre fut par le passé un carrefour de voies romaines, puis de routes médiévales (ce qui explique probablement le succès de sa foire), le bourg est désormais à l'écart des grandes voies de communication, desservi par la seule route départementale 35. Toutefois la route départementale 764, anciennement Route nationale 164, dont l'ancien tracé allait d'Ancenis à Landerneau, et actuelle route entre Landerneau et Carhaix, traverse le sud-ouest du territoire communal.
Par contre le poste électrique de La Martyre, situé à l'ouest du finage communal, reçoit l'électricité par deux lignes, l'une de 400 000 volts, l'autre de 225 000 volts, depuis la centrale thermique de Cordemais et les centrales nucléaires de la vallée de la Loire, pour la redistribuer dans la moitié nord du Finistère. Une liaison souterraine de 225 000 volts est prévue pour relier la future centrale à cycle combiné gaz de Landivisiau au poste électrique de La Martyre, si ce projet aboutit.

### Hydrographie
Pour un article plus général, voir Réseau hydrographique du Finistère.
La commune est située dans le bassin Loire-Bretagne. Elle est drainée par la Boissière, le Morbic et divers autres petits cours d'eau,.

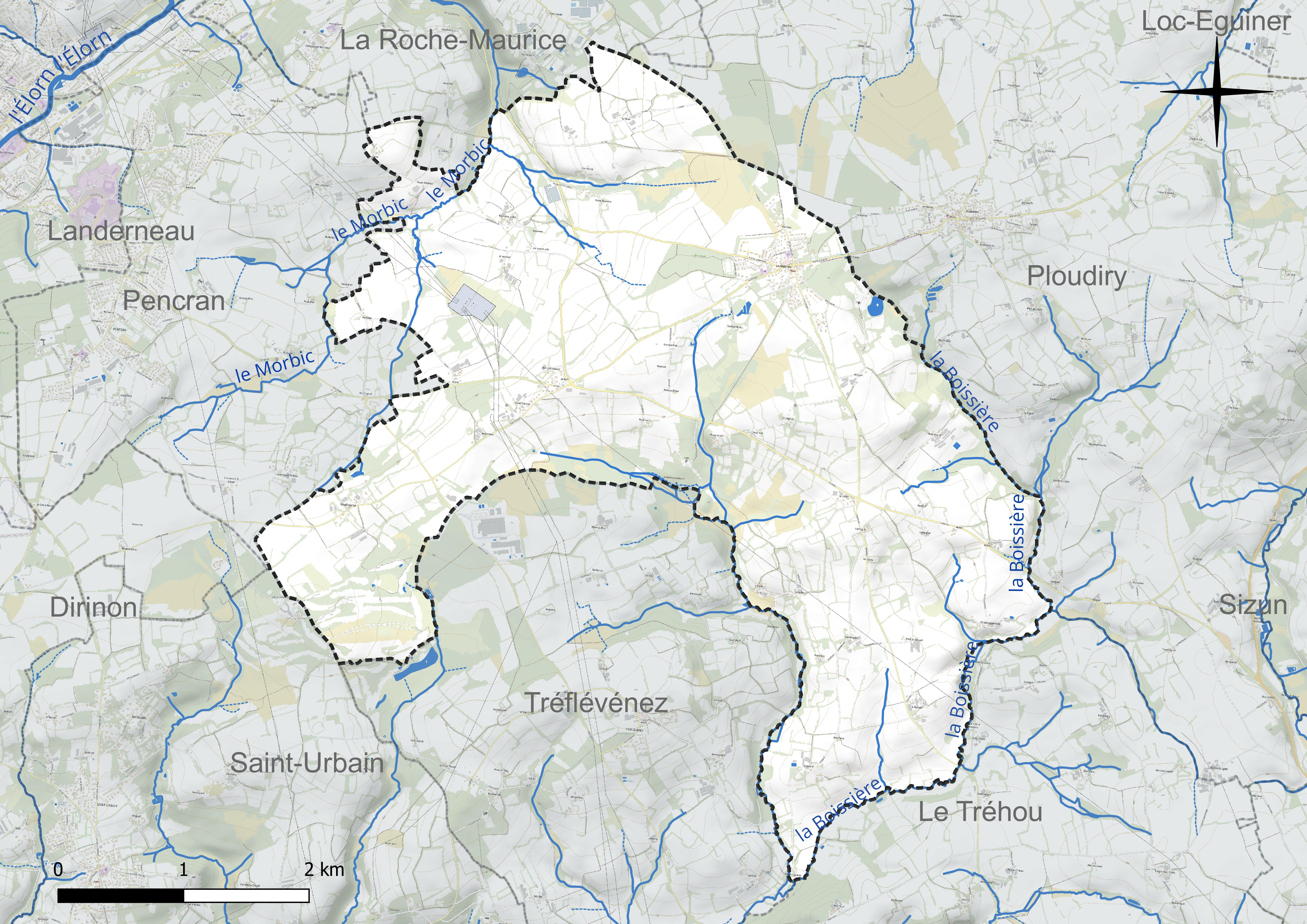
Réseau hydrographique de la Martyre.

### Climat
Pour des articles plus généraux, voir Climat de la Bretagne et Climat du Finistère.
En 2010, le climat de la commune est de type climat océanique franc, selon une étude du CNRS s'appuyant sur une série de données couvrant la période 1971-2000. En 2020, Météo-France publie une typologie des climats de la France métropolitaine dans laquelle la commune est exposée à un climat océanique et est dans la région climatique  Finistère nord, caractérisée par une pluviométrie élevée, des températures douces en hiver (6 °C), fraîches en été et des vents forts. Parallèlement l'observatoire de l'environnement en Bretagne publie en 2020 un zonage climatique de la région Bretagne, s'appuyant sur des données de Météo-France de 2009. La commune est, selon ce zonage, dans la zone « Monts d'Arrée », avec des hivers froids, peu de chaleurs et de fortes pluies.  
Pour la période 1971-2000, la température annuelle moyenne est de 10,8 °C, avec  une amplitude thermique annuelle de 11 °C. Le cumul annuel moyen de précipitations est de 1 283 mm, avec 17,3 jours de précipitations en janvier et 9,4 jours en juillet. Pour la période 1991-2020, la température moyenne annuelle observée sur la station météorologique la plus proche, située sur la commune de Saint-Servais à 7 km à vol d'oiseau, est de 11,6 °C et le cumul annuel moyen de précipitations est de 1 160,4 mm,. Pour l'avenir, les paramètres climatiques de la commune estimés pour 2050 selon différents scénarios d'émission de gaz à effet de serre sont consultables sur un site dédié publié par Météo-France en novembre 2022.

## Urbanisme

### Typologie
Au 1er janvier 2024, La Martyre est catégorisée bourg rural, selon la nouvelle grille communale de densité à 7 niveaux définie par l'Insee en 2022.
Elle est située hors unité urbaine et hors attraction des villes,.

### Occupation des sols
L'occupation des sols de la commune, telle qu'elle ressort de la base de données européenne d'occupation biophysique des sols Corine Land Cover (CLC), est marquée par l'importance des territoires agricoles (81 % en 2018), une proportion sensiblement équivalente à celle de 1990 (80,7 %). La répartition détaillée en 2018 est la suivante : 
terres arables (47,9 %), zones agricoles hétérogènes (23,8 %), prairies (9,2 %), milieux à végétation arbustive et/ou herbacée (8,9 %), forêts (5,2 %), espaces verts artificialisés, non agricoles (3,1 %), zones urbanisées (1,7 %). L'évolution de l'occupation des sols de la commune et de ses infrastructures peut être observée sur les différentes représentations cartographiques du territoire : la carte de Cassini (XVIIIe siècle), la carte d'état-major (1820-1866) et les cartes ou photos aériennes de l'IGN pour la période actuelle (1950 à aujourd'hui).

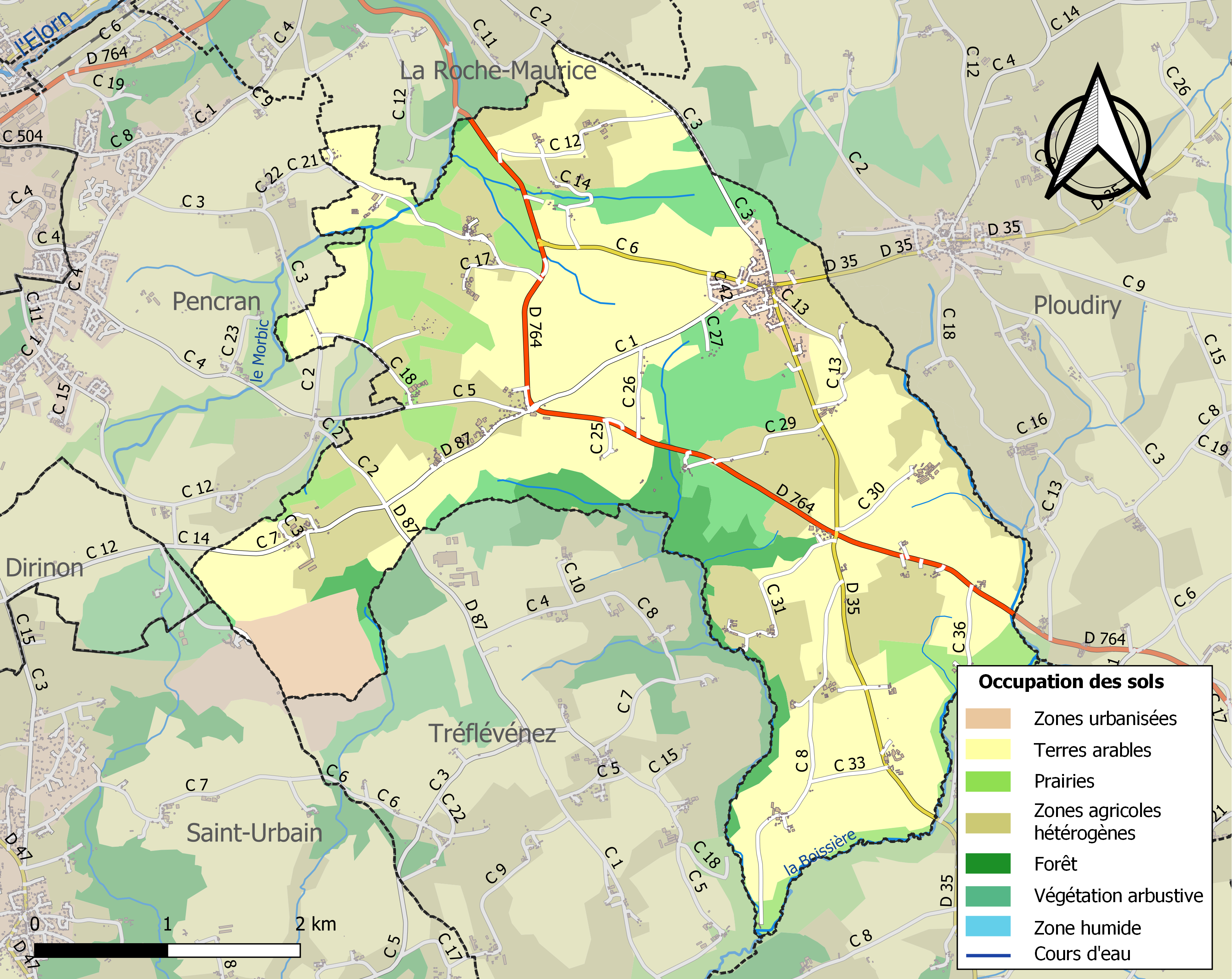
Carte des infrastructures et de l'occupation des sols de la commune en 2018 (CLC).

## Toponymie
Le nom de la localité est attesté sous la forme Ecclesia Beatae Mariae de Merzer en 1363, Ar Merzer Salaun au XVe siècle,.
Du latin martyrium, « sanctuaire dédié à un martyr » et du nom propre Salaün, forme bretonne de Salomon. Ce nom fait référence à l'assassinat du roi de Bretagne Salomon en 874,.

## Histoire

### Origines

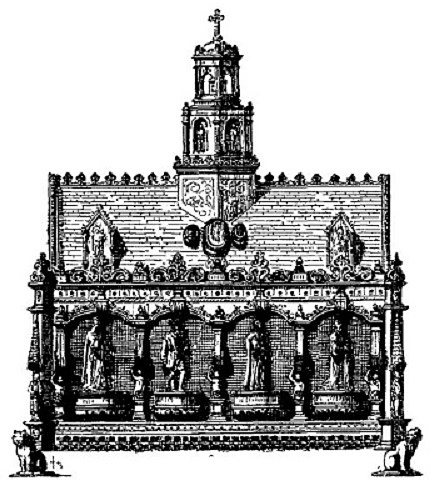
La Martyre : le reliquaire de saint Salomon (dessin).

La paroisse est une ancienne trève de la paroisse de Ploudiry. L'église tréviale était à l'origine sous l'invocation de Notre-Dame (ecclesiae Beatae Mariae du Merzer en 1363, Notre-Dame-du-Merzer en 1428).
Le village doit peut-être ses noms breton et français à un événement qui y est survenu le 25 juin 874 : l'assassinat du roi Salomon de Bretagne qui avait trouvé refuge dans l'église (« Salomon se réfugia dans l'église d'un monastère où il fut pris et traité avec une sauvagerie inouïe. On lui arracha les yeux avec tant de violence qu'il en mourut dans la nuit »). C'est en effet l'église qui fut appelée « La Martyre » (Ar Merzher) en souvenir de cet événement pour avoir été profanée (Salaün étant le nom breton pour « Salomon »). Elle donna ce nom à tout le village. Quant au roi, il fut canonisé en 910 pour son martyre et pour ses vertus (saint Salomon figure au Martyrologe de l'Église catholique sur le site du Vatican). Toutefois ce récit reste contesté, d'autres traditions placent l'assassinat à Plélauff (Côtes-d'Armor), ou au village du Merzer, à Langoëlan (Morbihan) où une chapelle était consacrée à St Salomon.
Une commune au nom identique (Le Merzer) existe dans les Côtes-d'Armor où l'église paroissiale Notre-Dame-des-Sept-Douleurs est aussi dédiée à saint Salomon.
D'autres explications existent pour l'origine du nom de la paroisse : selon un témoignage des fabriciens de la paroisse datant de 1683, le nom rappellerait le souvenir de massacres commis par les Vikings lors des invasions normandes et dont le souvenir aurait été perpétué par un oratoire consacré à la Vierge et dénommé Ar Merzer.

« Déclarent les fabriques que l'église de Notre-Dame a été bâtie des plus anciens temps, c'est-à-dire de celui des incursions et des ravages que les anciens Danois et Normands ont exercé dans les VIe siècle, VIIe siècle et VIIIe siècle, en plusieurs endroits de cette province. Ils firent un grand massacre des habitants du pays dans la lande où fut, peu après, construite ladite chapelle sous l'invocation de la Sainte Vierge, mais appelée du nom de La Martire, Marzer en breton, parce que ce fut dans le même endroit où arriva le carnage ou martyre des chrétiens qui s'étaient mis en armes pour se défendre »

### Préhistoire
Deux enceintes fortifiées datant probablement de l'Âge du fer ont été identifiées, l'une à Lilyvon (disparue), l'autre, circulaire, à Kerlavarec, à l'ouest du finage communal.

### Antiquité
Un camp romain a existé juste au nord du bourg actuel de La Martyre. Selon Jourdan de La Passardière la voie romaine allant de Kastel-Paol (Saint-Pol-de-Léon) à Ys passait par La Martyre. Deux postes fortifiés protégeant cette voie ont été retrouvés, l'un à Lilyvon, l'autre à Kerlavarec, qui aurait par la suite servi de résidence au roi Salomon. Cette voie croisait à La Martyre une autre voie romaine allant de Vorgium à Vorganium, en passant par Commana et La Roche-Maurice, connue à La Martyre actuellement sous l'appellation de "chemin romain" (actuelle route départementale 35).

### Moyen Âge
En 1363, Hervé VIII de Léon, seigneur de Léon, résidant en son château de La Roche-Maurice, meurt sans enfants (sa sœur Jeanne, épouse de Jean Ier de Rohan hérite de la seigneurie) et lègue par testament 50 livres de rentes à l'église de La Martyre à la condition que l'on célébrât deux messes par semaine pour lui et ses prédécesseurs.
La foire de La Martyre existait bien avant 1476. Cette année-là, le 4 août 1476, Jehan, duc de Rohan « se démunit en faveur de l'église N.D. de La Martyre des droits d'applacements [emplacements] et étaux [étals] qu'il levait de tout tems sur les marchands qui venaient débiter vins et breuvages et étalaient marchandises aux foires et assemblées qui se tenaient au bourg ». Cette exemption de taxes sur les boissons servies lors de la foire fut réduite à dix barriques de vin en 1671 ; en 1707, ce droit fut affermé moyennant 108 livres pour 20 barriques, « avec obligation de fournir le meilleur vin qu'il aura pour la célébration des messes journellement et de fournir tous les dimanches pour deux sols de pain blanc pour être béni ».
Le château de Lilyvon [L'Isle-Yvon] était un fief seigneurial issu du démembrement de la Principauté de Léon, habité au XVe siècle par un seigneur de Kerhoënt, époux de Béatrix de la Palue, descendante de Morvan, vicomte de Léon, qui lui avait apporté en dot ce domaine. Au XVIIe siècle, ce château passe successivement aux mains des familles de Cornouaille, de Gouzillon et enfin de Parscau du Plessis jusqu'à la Révolution française. Ce château fut ensuite démoli.
La seigneurie de Poulbroc'h, qui relevait aussi de la principauté de Léon, possédait en fief plusieurs hameaux de la Martyre. Elle appartint successivement aux familles de Gestin, Keroudault, de Penteunteniou, Saisi de Kerampuil, Le Forestier de Quillien et de Coattarel. D'autres manoirs existaient comme ceux d'Irziri, de Kerfeunteun et de Kerlavarec,.
Le prieuré d'Irziri et la chapelle voisine dédiée à saint Evertin (peut-être saint Avertin ?), depuis longtemps disparue, appartenait au recteur de Ploudiry, qui en était prieur commendataire.

### DuXVIesiècleauXVIIIesiècle
Guy Éder de la Fontenelle aurait incendié le bourg de La Martyre en 1592, après avoir mis à sac Landerneau et pillé le château de Mézarnou en Plounéventer.
La Martyre fut un centre important de l'activité toilière du Pays de Léon. Guillaume Abgrall, paysan-marchand de toile du village de Roholloc en La Martyre, un julod, né en 1702 et décédé en 1733 laisse un héritage d'une valeur de 7 657 livres selon son inventaire après décès dont 1 130 livres de « toiles » et 3 500 livres de fil blanc ou écru. Trente-cinq kanndi ont été recensés à ce jour à La Martyre, c'est la commune qui en comptabilise le plus après Ploudiry où quarante sont dénombrés.
Mais La Martyre doit surtout sa prospérité à ses foires : la "Foire franche", dénommée ainsi car aucune taxe n'y était prélevée, se tenait le 22 juillet, jour de la Sainte Madeleine ; son origine, lointaine, est inconnue. En 1560, Charles IX accorde deux nouvelles foires à La Martyre, la première le jour de la Saint Marc, la seconde le lendemain de la fête du Saint Sacrement, mais aucune de ces deux foires n'atteindra la renommée de la "Foire franche". Ces foires sont confirmées par Henri IV en 1607. Au XVIIe siècle, elle est la foire la plus importante du Léon ; des marchands viennent y acheter des chevaux, y vendre des étoffes, de la joaillerie, etc. depuis la Normandie, la Touraine, etc. ; un témoin affirme qu'on y vend plus de chevaux « qu'aux quatre coins de Carhaix et de Pontivy ». En 1618, Jean Bellec, maître-orfèvre à Morlaix, affirme même qu'on y rencontre de nombreux marchands d'Angleterre, d'Irlande, de Flandre et d'ailleurs, « qu'on y trafique de toutes sortes de marchandises, spécialement de soieries, draps, merceries, chevaux et bestiaux de toutes sortes ».
Louis Béchameil de Nointel confirme vers la fin du XVIIe siècle l'importance de cette foire : « Celle qu'on appelle la foire de La Martyre, et qui est la plus grande, commence le 2e lundi de juillet et dure jusqu'au jeudy. Il vient beaucoup de marchands, surtout de Normandie et de Tours, qui apportent toutes sortes d'étoffes, de draperie et de mercerie, et qui achètent une grande quantité de chevaux et de bestiaux que l'on y amène des autres cantons de la Bretagne ».
L'église de La Martyre tira un grand profit de ces foires, grâce aux nombreuses offrandes faites par les participants (le montant des offrandes reçues par l'église se montait en moyenne annuelle à 947 livres entre 1641 et 1643, dont 614 reçues pendant la foire et à 1 428 livres entre 1675 et 1677), mais les paroissiens en profitaient par les boutiques, galeries et caves louées aux marchands. Les profits étaient tels que la foire était fortement convoitée : par exemple vers 1610 et à nouveau en 1665 Landerneau tenta, en vain, de s'approprier la foire de La Martyre. La duchesse de Rohan appuya , notamment en mai 1667, cette demande, prétextant que La Martyre était un lieu bien incommode et qu'il n'y avait pas de logements en nombre suffisant pour les marchands et leurs marchandises, lesquelles étaient exposées au pillage des voleurs et qu'elle était obligée de veiller à la sécurité des foires, ce qui était fort malaisé, les juges de Landerneau ne pouvant délaisser leurs charges dans cette ville.
Le conseil de fabrique s'opposa vigoureusement à ces demandes, faisant même appel au roi Louis XIV par une requête datant du 5 août 1667, arguant que le déplacement des foires aurait entraîné selon eux « la ruine d'une des plus belles églises de la province, qui perdra plus de 2 000 livres de rentes. C'est l'abolition de l'une des plus anciennes foires et des plus fréquentées du royaume », que dans l'église « il s'y fit quantité de miracles qui appelèrent une si grande affluence de peuples (...) » et que les ducs de Rohan eux-mêmes avaient jadis légitimé la foire et ses privilèges. Ils ajoutaient que « le lieu de La Martyre est tout à fait commode pour tenir la foire, qu'il y a des galeries très commodes pour les marchands et les marchandises (...), d'autant qu'il y a plusieurs hôtelleries dans le bourg capables de recevoir tous les marchands forains qui viennent y débiter ».
La sécurité de la foire était traditionnellement assurée par une garde commandée par le marquis de Brézal. Un procès dit "du guet de la foire" opposa les membres du corps politique de la Martyre, qui tentèrent d'assurer eux-mêmes la sécurité de la foire, au marquis de Brézal entre 1718 et 1723, ce dernier obtint par un arrêt du 14 janvier 1723 le maintien de ses droits.
La construction en 1713 d'une nouvelle chaire à prêcher fut l'occasion d'une dispute entre le curé, J. Pouliquen, « qui la trouvait trop ordinaire et voulait une autre plus artistique », et ses paroissiens. En 1738 encore le curé refusait d'utiliser la dite chaire et obtint de l'Évêque de Léon, Jean Louis de La Bourdonnaye, qu'une nouvelle chaire à prêcher soit construite en 1740. Une autre dispute entre le même curé et les marguilliers de la paroisse éclata à propos des reliques que le curé gardait sous clefs dans une armoire, ce qui empêchait qu'elles soient exposées et vénérées lors des processions. Les marguilliers, dans une supplique adressée à l'évêque de Léon écrivent à propos de l'attitude du curé : « On craint que pour la foire de juillet, il ne fasse le même refus. Ainsi la fréquentation de l'église de La Martyre, où la dévotion attirait un grand nombre de peuples, se diminuera, les frais et les prières que les tréviens ont fait pour se procurer les dites reliques deviendraient inutiles... Vous plaise en conséquence, Monseigneur, que le jeudi de la foire et le second dimanche de mai, chaque année, les reliques soient portées autour du bourg par deux laïques pieux et vêtus selon l'usage pratiqué dans tout le diocèse ».
L'église de La Martyre était alors riche : « Les revenus en sont considérables et rapportent près de 2 000 livres en biens fonds, sans parler de près de 800 livres que l'on tire des boutiques et autres logements pendant la foire, et les offrandes qui y tombent pendant le cours de l'année » écrit le 26 mai 1736 Joseph du Parc Le Roy, procureur fiscal de la juridiction de la principauté de Léon, qui dénonce quelques abus commis alors par les marguilliers dans l'administration de ces biens, et ordonne que les comptes soient désormais faits en sa présence et celle du curé. Les marguilliers renâclèrent et ne se soumirent à cette décision qu'en 1738, exigeant toutefois le paiement d'une barrique de vin chaque année par la fabrique « pour suppléer aux frais de toutes les affaires qui se font tous les ans ».
Au XVIIIe siècle, la foire était toujours prospère, on y organisait même des loteries. En 1772, Besnard, un ingénieur des Ponts et Chaussées, écrit que « cette loterie est d'une grande richesse, tous les jours, il en sort des montres et des boîtes en or ». Vers la fin du XVIIIe siècle, l'église de La Martyre louait 700 à 800 livres chaque année les droits d'étalage lors de la foire, qui durait alors une semaine, entre le 2e et le 3e dimanche de juillet.
Deux confréries avaient leur siège dans l'église de La Martyre : la confrérie des Trépassés, desservie par l'autel de Saint-Michel, et la confrérie du Saint Nom de Jésus.
Par ailleurs, les habitants de La Martyre obtinrent en 1742 de la Cour royale de Lesneven le maintien de leurs privilèges et exemptions accordés par les ducs de Rohan, en particulier celui de faire moudre librement leur blé, et de ne pas être obligés de le faire au moulin de Trompérénez, propriété de dame de Kerdaniel de Carné.
La population de La Martyre, qui devait être, au XVIIe siècle, de 2 500 habitants au moins, était de 1 500 à la Révolution, 1. en 1870 ; elle n'atteint pas 800 habitants désormais.

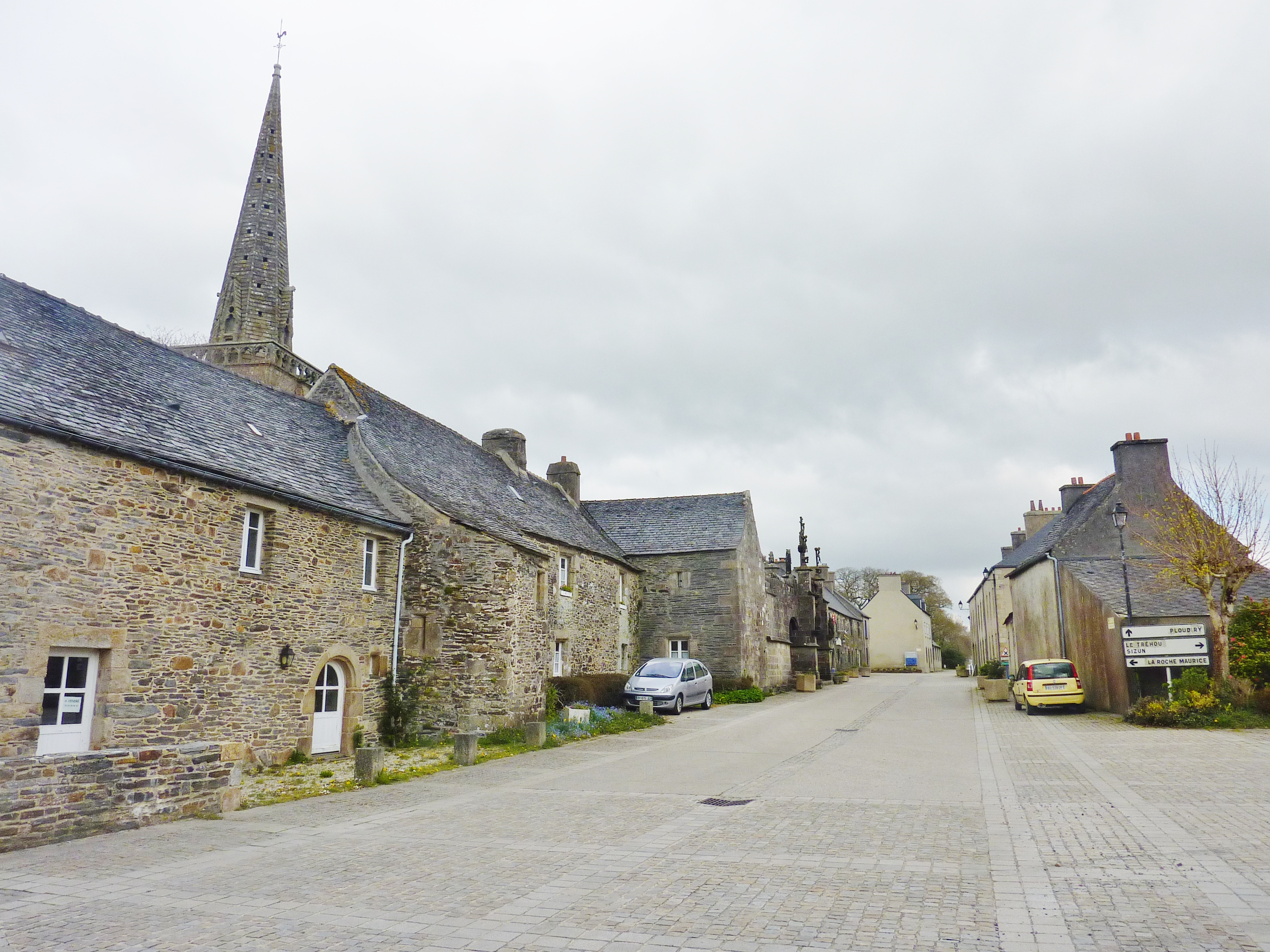
La Martyre : la rue principale du bourg.
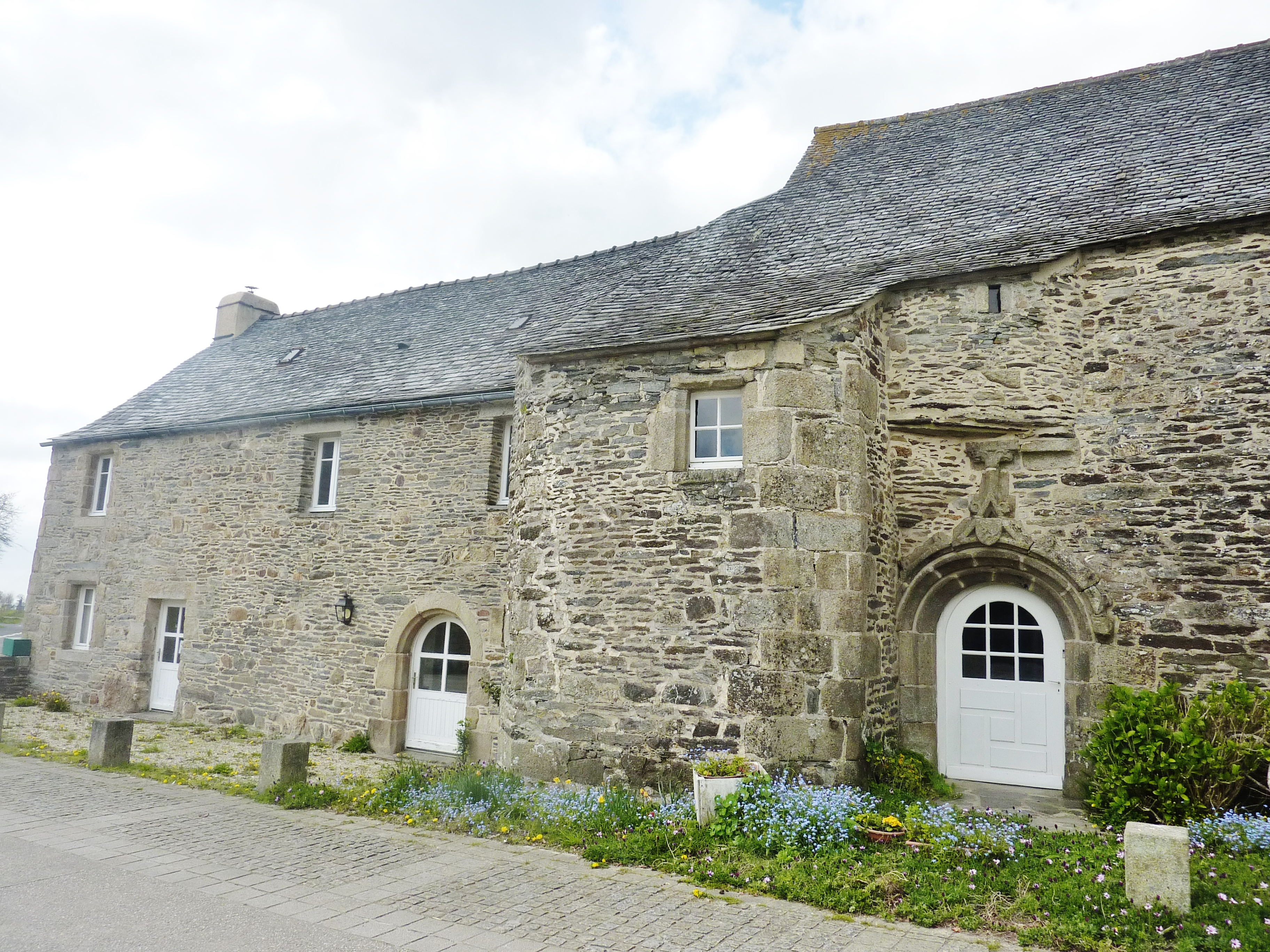
La Martyre : maisons anciennes dans le bourg (dont une maison du guet du XVIe siècle).

### La Révolution française
Les deux députés représentant la paroisse de La Martyre lors de la rédaction du cahier de doléances de la sénéchaussée de Lesneven le 1er avril 1789 étaient Goulven Le Velly et Christophe Le Moing.
La trève de La Martyre fut supprimée le 11 septembre 1791 et son territoire partagé entre Ploudiry et Tréflévénez. L'église fut fermée et son mobilier en partie enlevé, y compris les orgues, au profit de l'église de Ploudiry, en dépit des protestations des paroissiens. Le reste du mobilier, devenu bien national, fut vendu. Le curé de La Martyre à cette époque, Ouroal, prêta serment de fidélité à la Constitution civile du clergé et devint curé constitutionnel de Plouvorn. J. M Bézard, son vicaire, refusa de prêter serment, devenant prêtre réfractaire, se cacha à Plourin-Ploudalmézeau ; il revint faire des baptêmes en 1795, signant « curé de La Martyre ».
Dès 1801, La Martyre fut à nouveau pourvue d'un prêtre, mais n'en eut pas à nouveau entre 1809 et 1813, ainsi qu'entre 1819 et 1822. La partie non vendue du mobilier de l'église fut restituée par l'arrêté du 7 thermidor an XI et une autre partie fut rachetée par L'Estang du Rusquec, un noble habitant Tréflévénez, qui fut trésorier de la fabrique de La Martyre entre 1834 et 1852. L'église, qui était en mauvais état, fut restaurée en 1828-1829.

### LeXIXesiècle

#### La foire de La Martyre
Au XIXe siècle, la foire de La Martyre était encore la plus importante de tout l'Ouest de la France et, à partir du 14 juillet 1843, jour de l'inauguration du premier hippodrome du département du Finistère, des courses célèbres de chevaux y furent organisées. Un texte de 1852 évoque l'importance de la foire de La Martyre : « La plus belle foire du département, et l'une des plus belles de France, la foire de La Martyre, se tient le second lundi de juillet (...). Ce qui lui vaut la réputation méritée dont elle jouit, c'est la grande quantité et la qualité des chevaux de trait léger qu'on y rencontre. Elle présente des chevaux de toute espèce, conduits de tout le département, mais en général peu de chevaux de selle. (...) Autrefois, on y exposait 7 à 8 000 chevaux ; aujourd'hui, ce chiffre, singulièrement réduit, ne s'élève plus qu'à 4 ou 5 000, mais cette réduction ne saurait être attribuée à une décadence ; elle est due aux achats journaliers que les marchands étrangers font dans les différentes communes (...). ».
Pol Potier de Courcy écrit en 1843 dans le journal L'Océan que « le cachet propre et distinctif de cette foire (...), c'est d'avoir été le rendez-vous de toute la noblesse du pays, attirée là par ses plaisirs, ses affaires et parfois la politique ». Par exemple le marquis de Tinténiac, alors propriétaire du château de Brézal y venait en grand équipage : « Dès le matin, un fourgon, attelé de quatre magnifiques chevaux, transportait le service de bouche de Brézal à La Martyre. Des tables étaient dressées sous des tentes, dans un petit bois attenant au cimetière, et tous les gentilshommes, réunis par l'attrait de cette joyeuse fête, venaient y prendre place ».

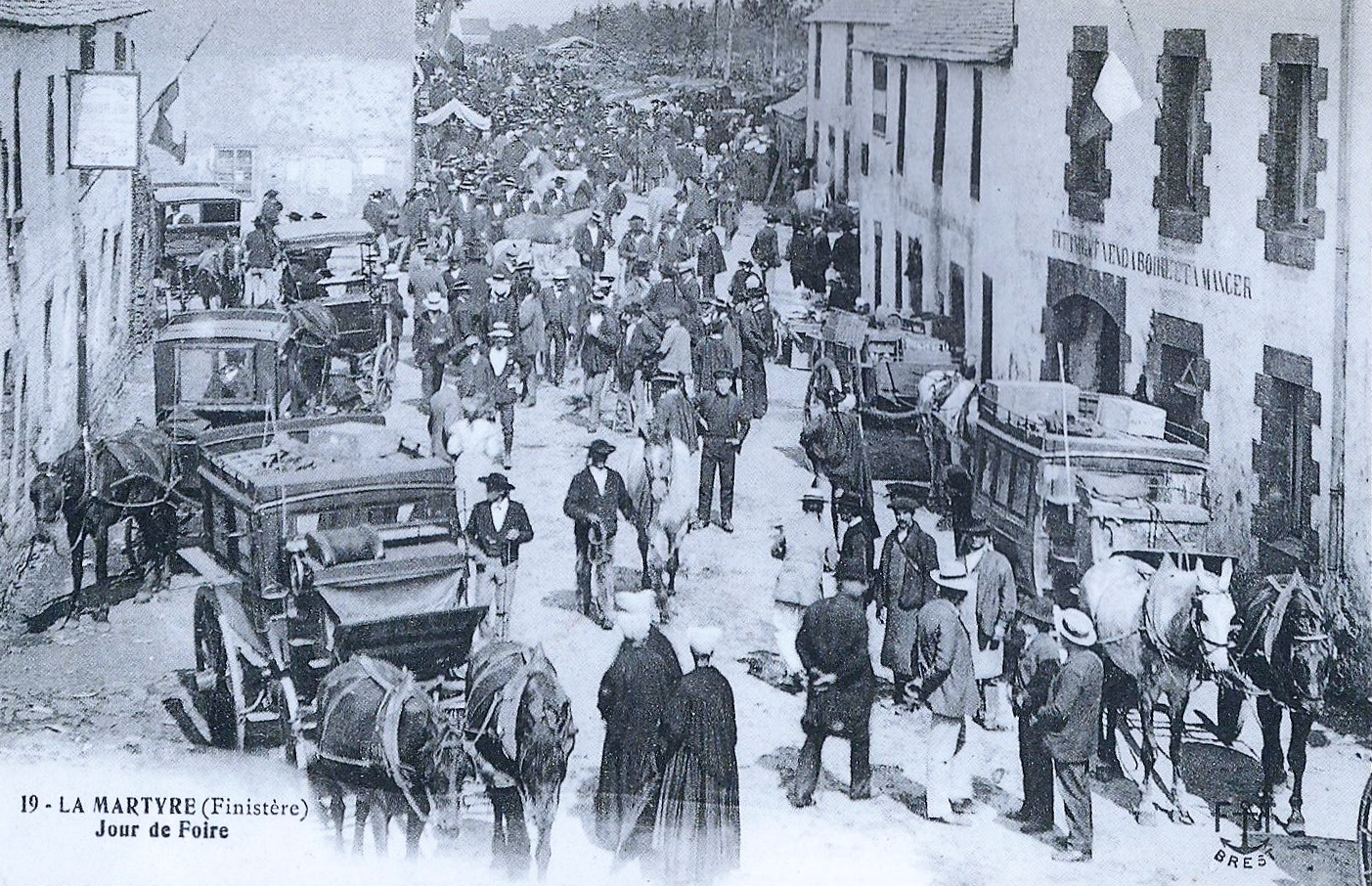
La foire de La Martyre en 1906 (carte postale François Tourmen).

Les courses de chevaux, par lesquelles la foire commençait, contribuèrent à la renommée de La Martyre pendant la seconde moitié du XIXe siècle et la première moitié du XXe siècle, puis elles périclitèrent, disparaissant en 1972. Pol Potier de Courcy a écrit en 1843 : « Les femmes les plus distinguées du pays ajoutent par leur présence à l'agrément de cette réunion ; et le prix des dames, offert par les mains de l'une d'elles, au cavalier vainqueur de la lice, comme aussi l'harmonie d'une musique guerrière, rappellent la reine de la beauté couronnant, au bruit des fanfares, le paladin des anciens tournois, et font remonter la pensée au temps héroïque de la chevalerie ».
Delannoy, recteur de La Martyre, écrit le 10 juillet 1865 dans le journal L'Océan : « À la foire de La Martyre, on accourait en foule de toutes parts et de fort loin pour chercher et acheter ce qu'on trouvait à peine ailleurs : orfèvrerie, argenterie, vaisselle plate, vases sacrés, ornements et autres objets d'église, bijoux, tissus, draperies et dentelles. Le tout était étalé avec art pour la concupiscence des yeux, sous des auvents ou appentis à demeure longeant des maisons métamorphosées elles-mêmes en autant de riches magasins (...). Naguère encore en 1860, le bourg conservait un remarquable vestige de ces auvents ou appentis, où s'étalaient les marchands étalagistes ». À partir de 1860 environ, la foire déclina et, vers la fin du XIXe siècle, elle ne dura plus qu'une seule journée, limitée essentiellement à la vente des chevaux.
Émile Souvestre décrit ainsi la foire aux chevaux de La Martyre vers 1836 : « Les plus beaux chevaux du pays se trouvaient réunis au nombre d'environ dix mille. L'immense champ de foire ne représentait qu'une mer mouvante de têtes d'hommes et d'animaux, d'où s'élevaient des jurements, des cris, des hennissements, dont le mélange formait une inextricable rumeur que l'on entendait de loin comme le bruissement des vagues ».

#### Un mariage de 700 convives

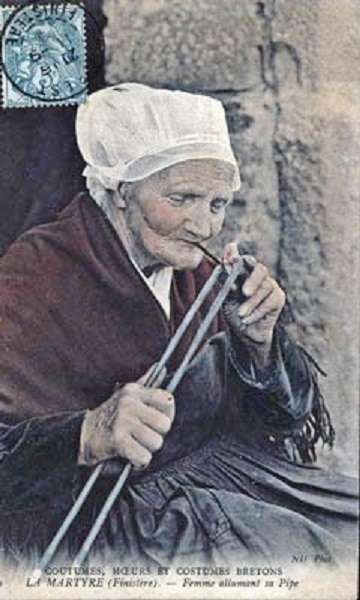
La Martyre : femme allumant sa pipe (carte postale, début XXe siècle).

Le journal Ouest-Éclair écrit le 25 novembre 1899 :

« Ces jours derniers, le petit bourg de La Martyre présentait une animation extraordinaire. Deux conseillers municipaux mariaient leurs filles en même temps. Ces unions réunissaient sept cents invités qui ont festiné pendant trois jours. On n'avait jamais vu tant de mangeurs à La Martyre. »

#### Le déclin démographique
La Martyre connaît, pour le XIXe siècle, sa population maximale en 1846 (1 070 habitants). Un déclin démographique s'amorce ensuite, lent tout d'abord (la commune a encore 952 habitants en 1896), mais qui s'accentue ensuite, particulièrement entre 1896 et 1901, intervalle intercensitaire pendant lequel La Martyre perd 84 habitants en 5 ans, n'atteignant plus que 868 habitants en 1901. Le journal Ouest-Éclair écrit à ce sujet le 10 avril 1901 :

« Cette différence est attribuée à diverses causes : 1° à l'acheminement toujours croissant des jeunes gens vers la ville, où ils sont attirés par l'appât d'une vie considérée comme plus douce et plus facile qu'à la campagne, alors qu'elle est plus dispendieuse à tous points de vue et n'offre jamais que des regrets au bout d'un certain laps de temps ; 2° à l'épidémie de dysenterie qui a sévi vigoureusement dans la commune en 1899, et au départ spontané de quelques nombreuses familles de fonctionnaires appelés dans d'autres localités pour les besoins du service. »

Ce déclin démographique principalement dû à l'exode rural s'est poursuivi pendant les deux premiers tiers du XXe siècle, la commune enregistrant sa plus faible population en 1968 avec seulement 509 habitants, avant d'enregistrer un regain démographique ces dernières décennies (764 habitants en 2011).

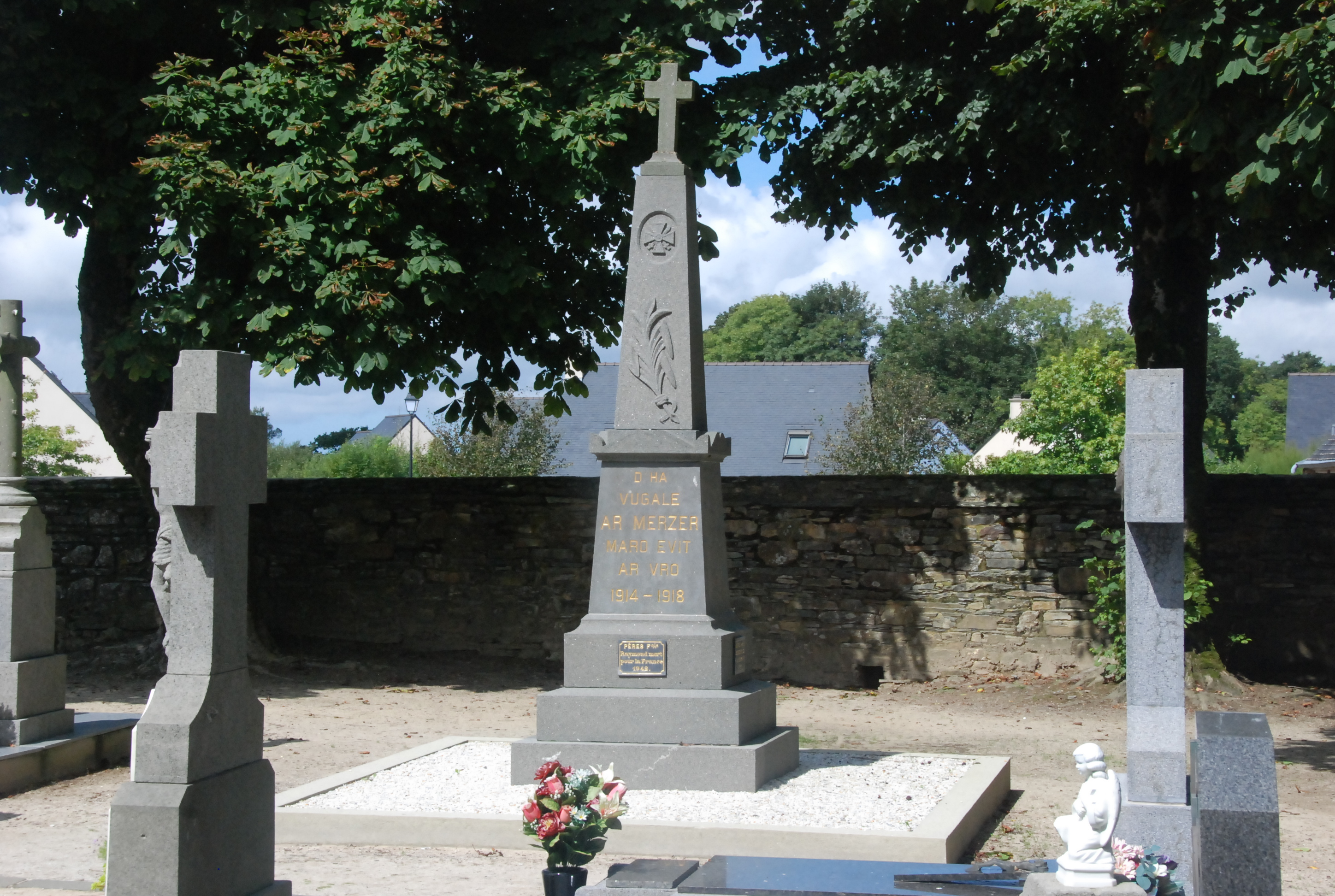
Monument aux morts de 1914-1918.

### LeXXesiècle

#### LaPremière Guerre mondiale
36 soldats de La Martyre sont morts pour la France pendant la Première Guerre mondiale.

#### L'Entre-deux-guerres

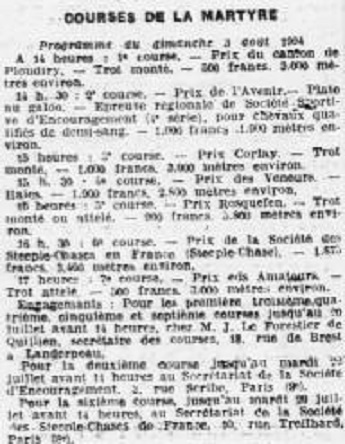
Le programme des courses de chevaux du 3 août 1924 (Ouest-Éclair du 11 juillet 1924).

Des courses hippiques continuent à être organisées chaque année ; un train supplémentaire entre Brest et Landerneau fut même programmé certaines années, tant l'affluence était grande, ce fut le cas par exemple en 1904; par contre, pour l'année 1924, le journal Ouest-Éclair du 5 août 1924 écrit : « Les courses de chevaux de La Martyre ont été favorisées par un très beau temps. L'affluence cependant ne fut pas considérable ». Le journal fournit ensuite le résultat des épreuves.
Le journal Ouest-Éclair du 13 juin 1929 écrit :

« Dimanche prochain 16 juin, auront lieu, sur le magnifique hippodrome de La Martyre, les grandes courses annuelles. Cette année particulièrement, elles promettent d'être intéressantes tant du point de vue du nombre que de la qualité des concurrents. Un service d'autos fonctionnera de Landerneau au champ de courses. »

#### LaSeconde Guerre mondiale
Le 22 mai 1944, un avion anglais tombe dans un champ de la commune de La Martyre ; le pilote, blessé, est capturé par les Allemands.

### LeXXIesiècle

#### LeCeltic Interconnector
Le Celtic Interconnector, une liaison électrique principalement sous-marine longue de 576 km entre l'Irlande et la France, doit être mis en service en 2026 ou 2027 ; son tracé breton, en souterrain et long d'une quarantaine de kilomètres, partira de Cléder pour aboutir à La Martyre où une station de conversion, implantée au lieu-dit « Iscoat », permettra de transformer le courant continu en courant alternatif (ou vice-versa) ; il permettra le transfert de 700 mégawatts, dans un sens ou dans l'autre.

## Démographie
| 1800 | 1806  | 1821 | 1831 | 1836  | 1841  | 1846  | 1851  | 1856  |
| ---- | ----- | ---- | ---- | ----- | ----- | ----- | ----- | ----- |
| 924  | 1 007 | 909  | 997  | 1 099 | 1 062 | 1 070 | 1 043 | 1 064 |

| 1861  | 1866 | 1872 | 1876 | 1881 | 1886 | 1891 | 1896 | 1901 |
| ----- | ---- | ---- | ---- | ---- | ---- | ---- | ---- | ---- |
| 1 020 | 996  | 930  | 961  | 988  | 960  | 937  | 952  | 868  |

| 1906 | 1911 | 1921 | 1926 | 1931 | 1936 | 1946 | 1954 | 1962 |
| ---- | ---- | ---- | ---- | ---- | ---- | ---- | ---- | ---- |
| 832  | 763  | 791  | 756  | 729  | 712  | 670  | 593  | 518  |

| 1968 | 1975 | 1982 | 1990 | 1999 | 2006 | 2008 | 2013 | 2018 |
| ---- | ---- | ---- | ---- | ---- | ---- | ---- | ---- | ---- |
| 509  | 527  | 575  | 580  | 596  | 730  | 769  | 766  | 744  |

| 2022 | - | - | - | - | - | - | - | - |
| ---- | - | - | - | - | - | - | - | - |
| 756  | - | - | - | - | - | - | - | - |

## Langue bretonne
L'adhésion à la charte Ya d'ar brezhoneg a été votée par le Conseil municipal le 4 mai 2016.
La commune a reçu le label Ya d'ar brezhoneg de niveau 1 le 18 mai 2018.

## Monuments
La commune abrite trois monuments historiques :
- L'enclos paroissial, un des plus beaux du Léon, dont la construction s'est étalée entre le XIe siècle et le XVIIe siècle. Il a été classé par arrêté du 28 février 1916[64].
  - Cet enclos s'ouvre par une porte triomphale gothique flamboyant du XVIe siècle, surmonté d'un chemin de ronde, avec un passage donnant accès à la maison du guet (XIVe siècle).
  - L'église Saint-Salomon a été restaurée après trente ans de travaux qui ont pris fin en 2010 avec le remplacement des trois vitraux de l'abside et la pose du maître-autel. « La charpente, la toiture, le porche déformé par le temps a reçu une injection de béton qui l'a stabilisé, la porte triomphale et le calvaire situé en son sommet, le retable, les vitraux et le mobilier religieux », énumère Pierre Quélennec, le maire[65]. À l'intérieur de l'église, on découvre un chancel, des vitraux du XVIe à côté de vitraux contemporains, un baptistère...
  - Le porche sud, en pierre de kersanton, présente plusieurs scènes de la vie du Christ et est dédié à la Vierge sur son tympan et ses voussures, présentant notamment une Nativité à la Vierge couchée, autrefois allaitante, qui était peinte de couleur vive, mais mutilée par un prêtre pudibond. Les apôtres sont présents comme piliers de l'église accueillant le fidèle et ouvrant la route vers Notre-Dame-de-Bonne-Encontre[66].
  - L'ossuaire de 1619 rappelle sa fonction par la présence d'un homme qui brandit un crâne et un os et la citation en breton : « La mort, le jugement, l'enfer glacé, quand l'homme y songe, il doit trembler : fol est, si par mégarde son esprit ne voit qu'il faut mourir. »[67]. À son angle se trouve une cariatide à demi nue.

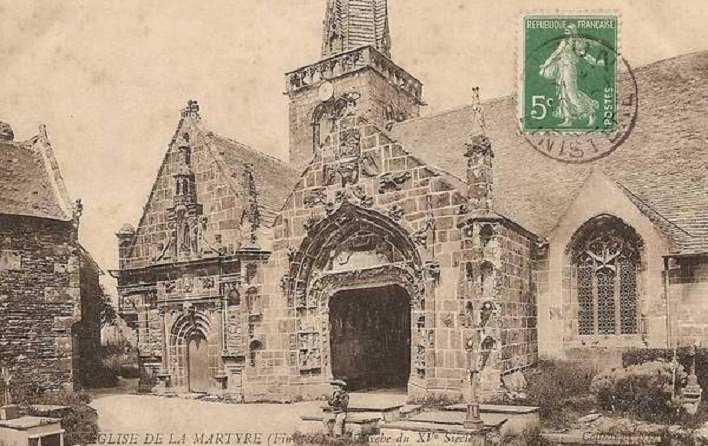
L'église et l'enclos paroissial de La Martyre en 1908.
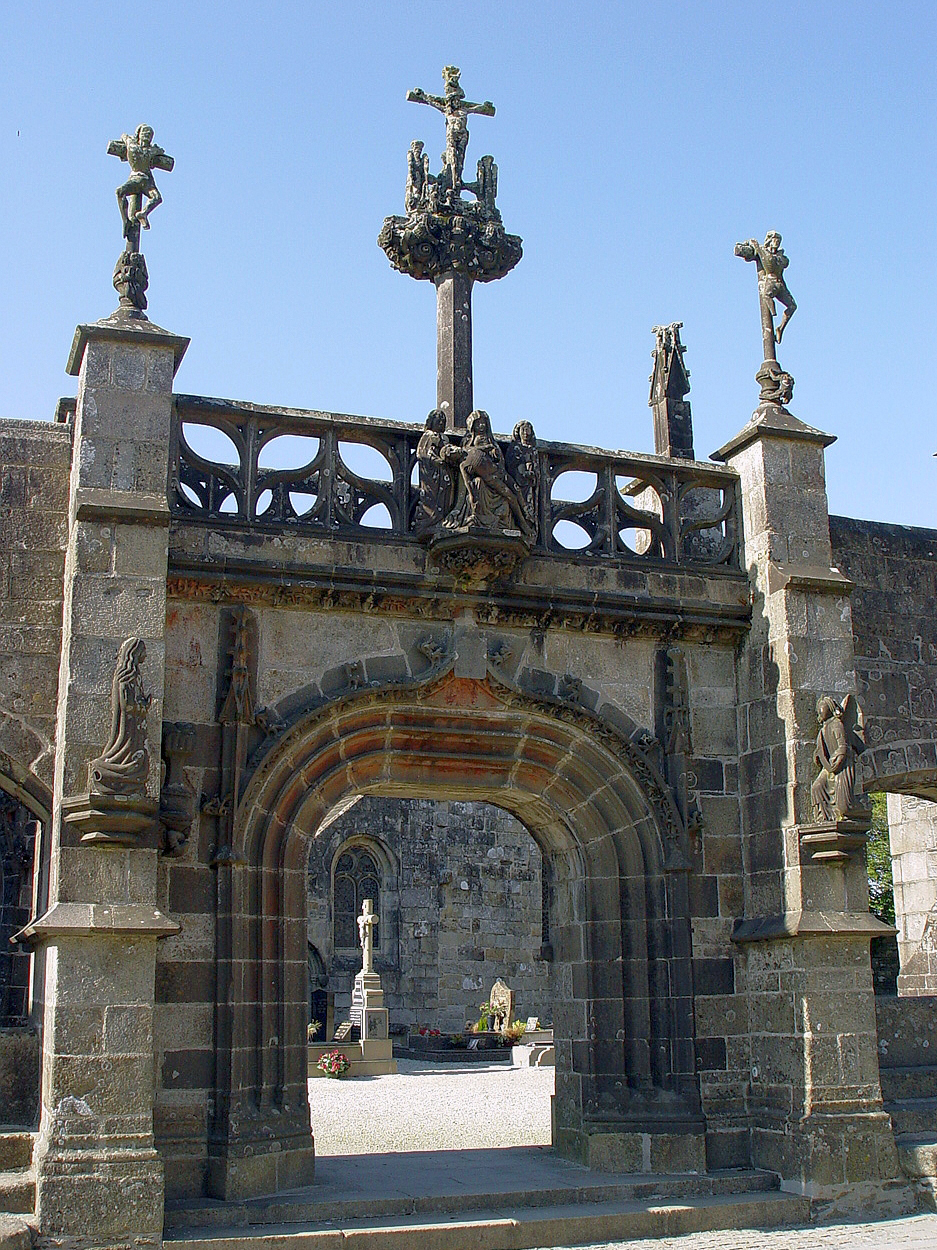
La Martyre : la porte triomphale de l'enclos paroissial couronnée de son calvaire.
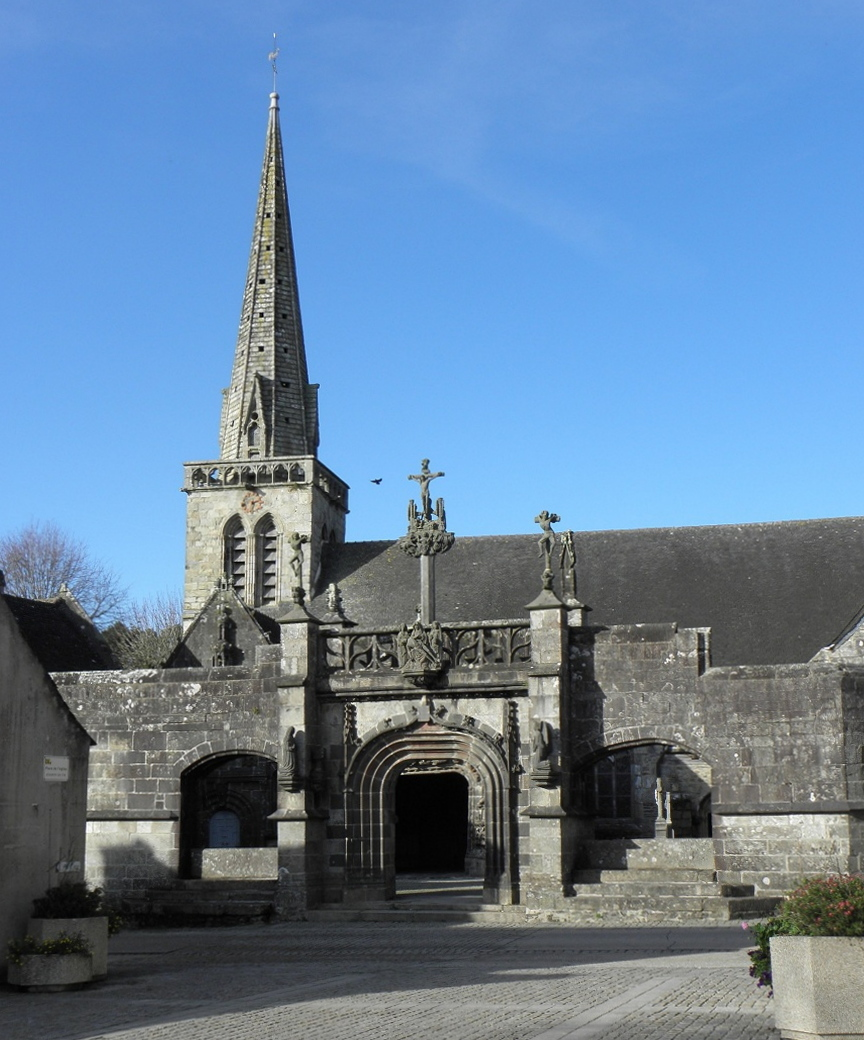
La Martyre : l'église Saint-Salomon, le clocher, le porche et à gauche l'ossuaire 1.
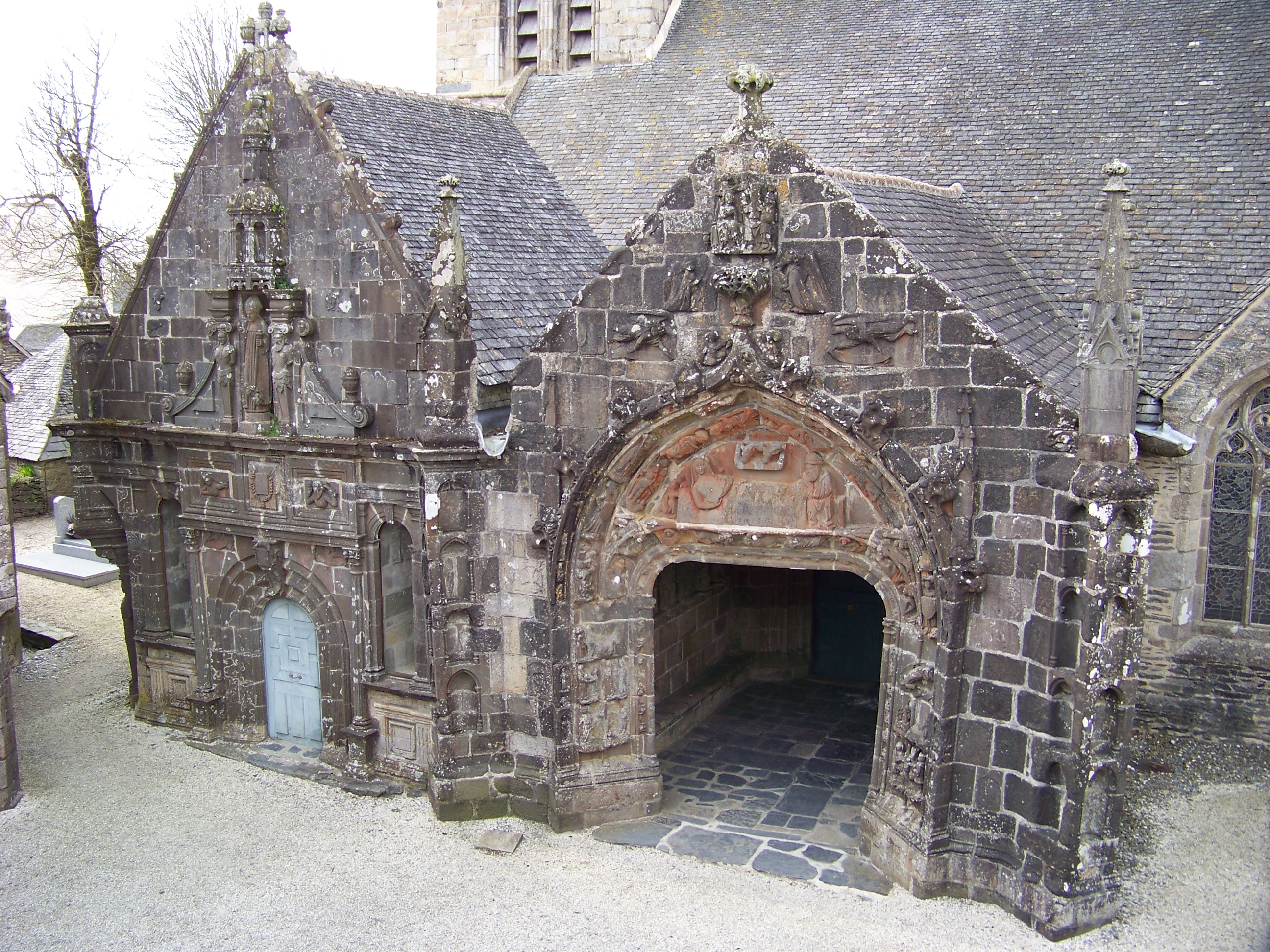
La Martyre : l'église Saint-Salomon, le porche et à gauche l'ossuaire 2.
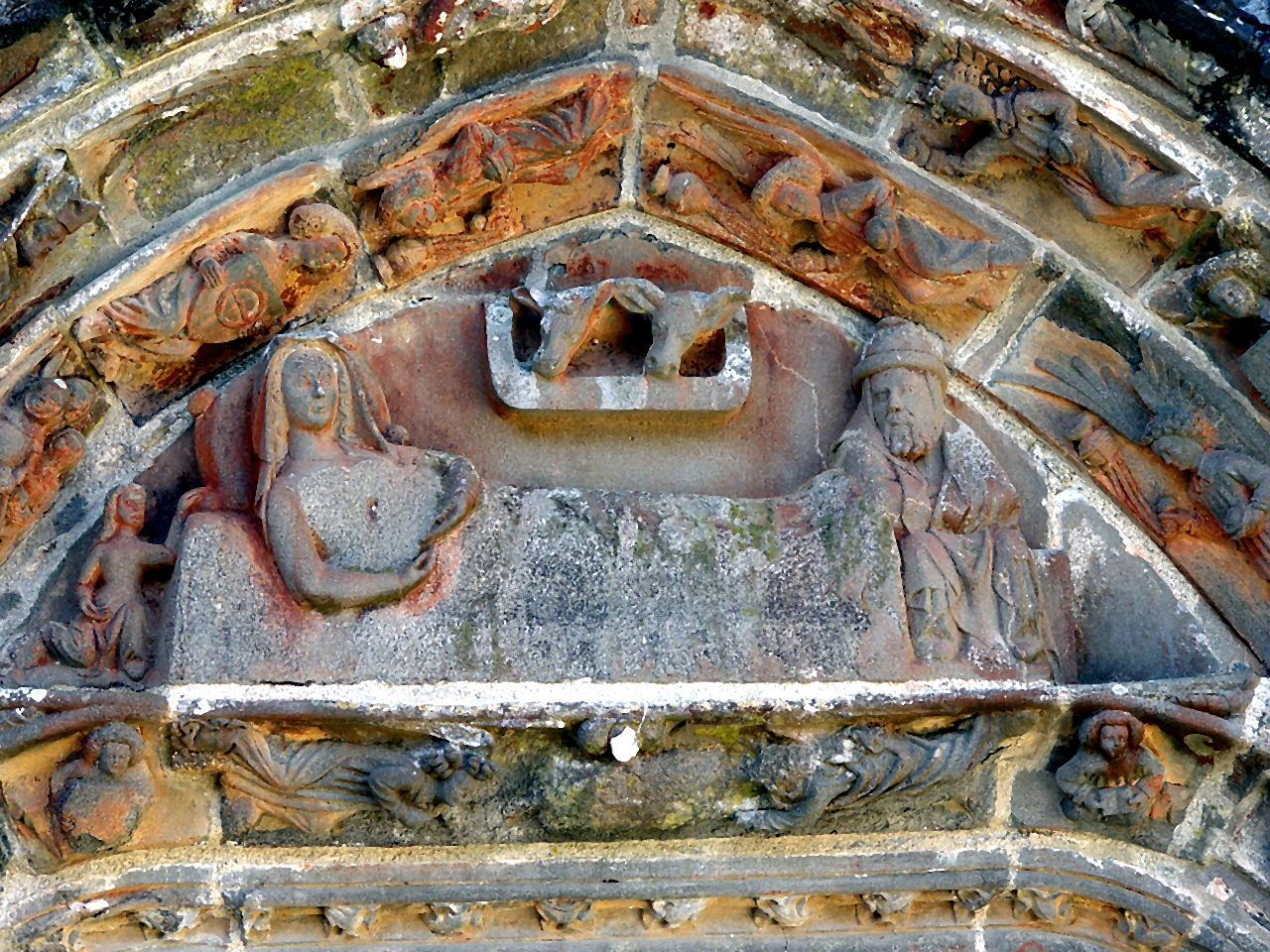
La Martyre : l'église Saint-Salomon, tympan du porche, groupe statuaire de la Nativité.
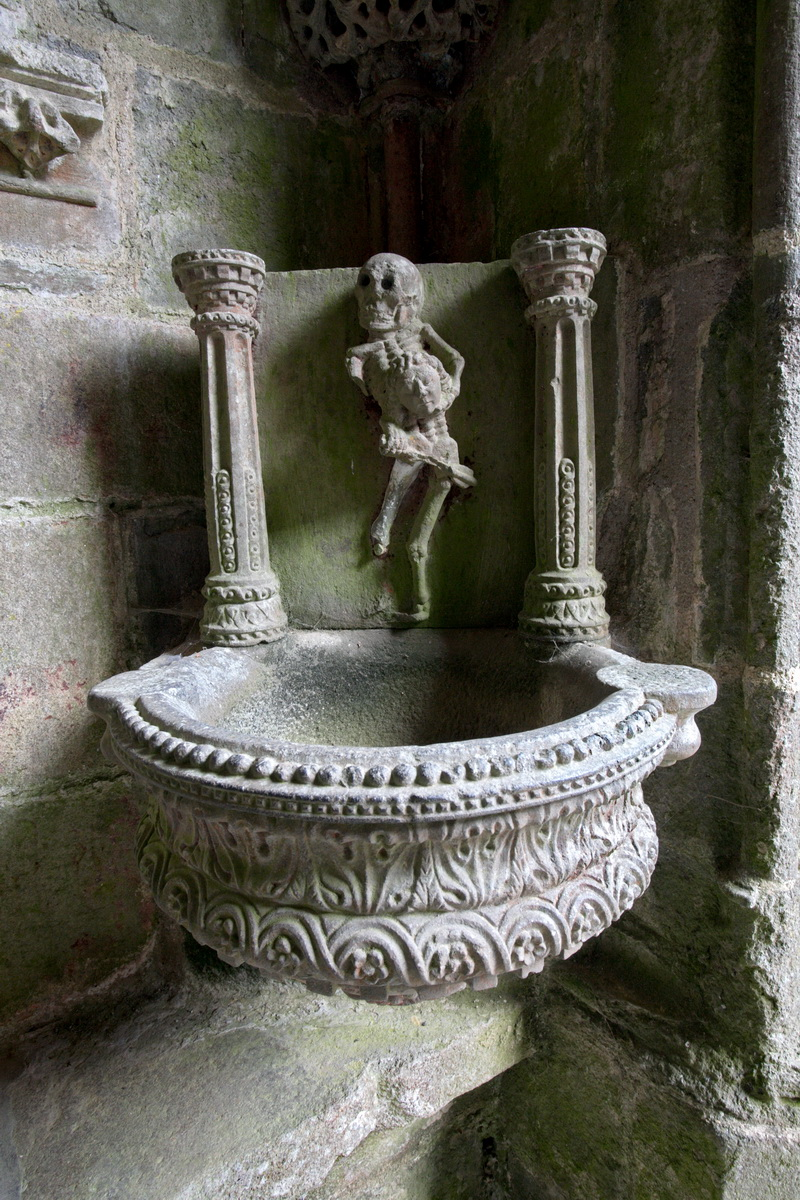
La Martyre : église saint-Salomon, le bénitier à l'Ankou .
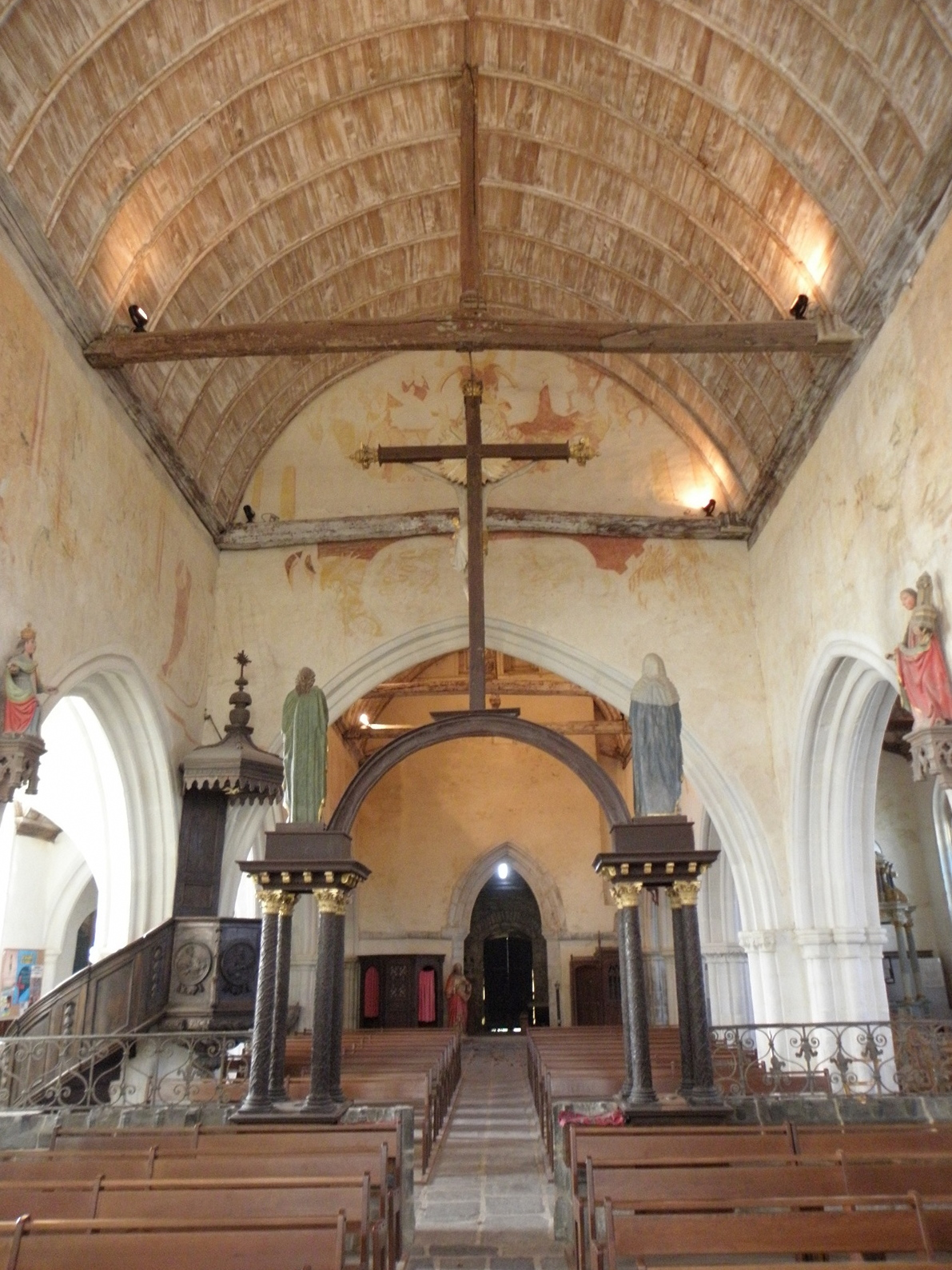
La Martyre, église Saint-Salomon, la porte triomphale intérieure vue depuis le chœur.
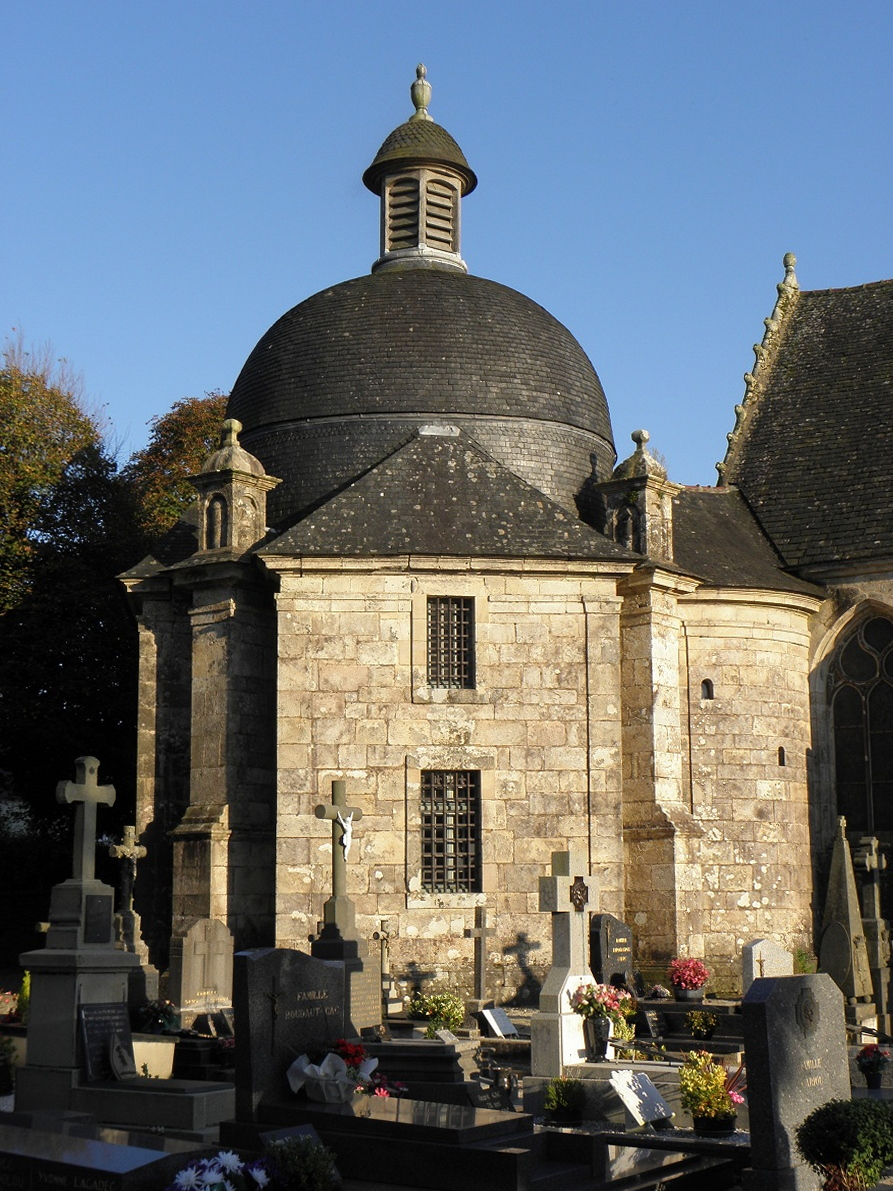
La Martyre, église Saint-Salomon, la sacristie, de style jésuite, vue extérieure d'ensemble.
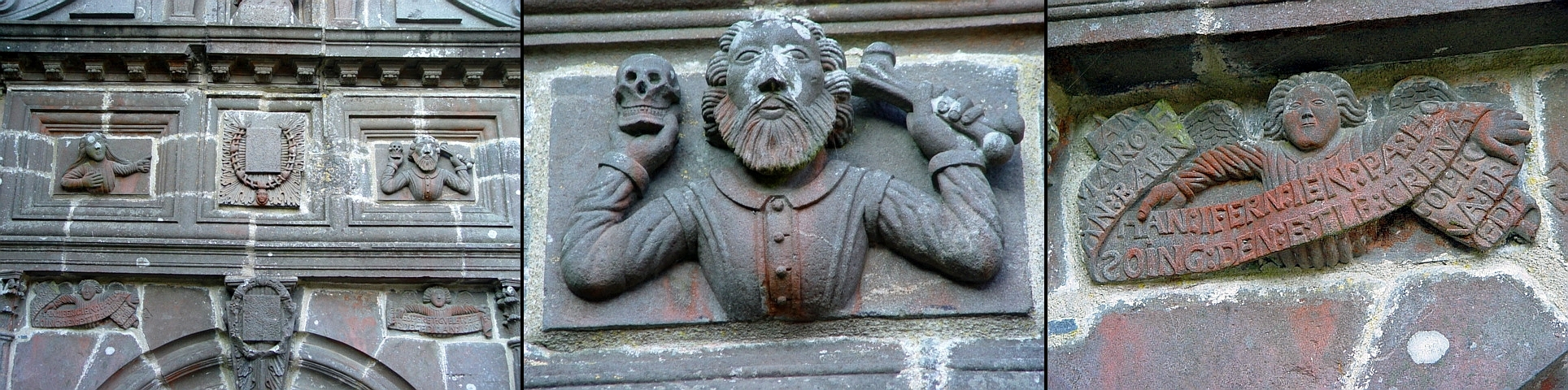
La Martyre, l'ossuaire, les sculptures de la façade méridionale.
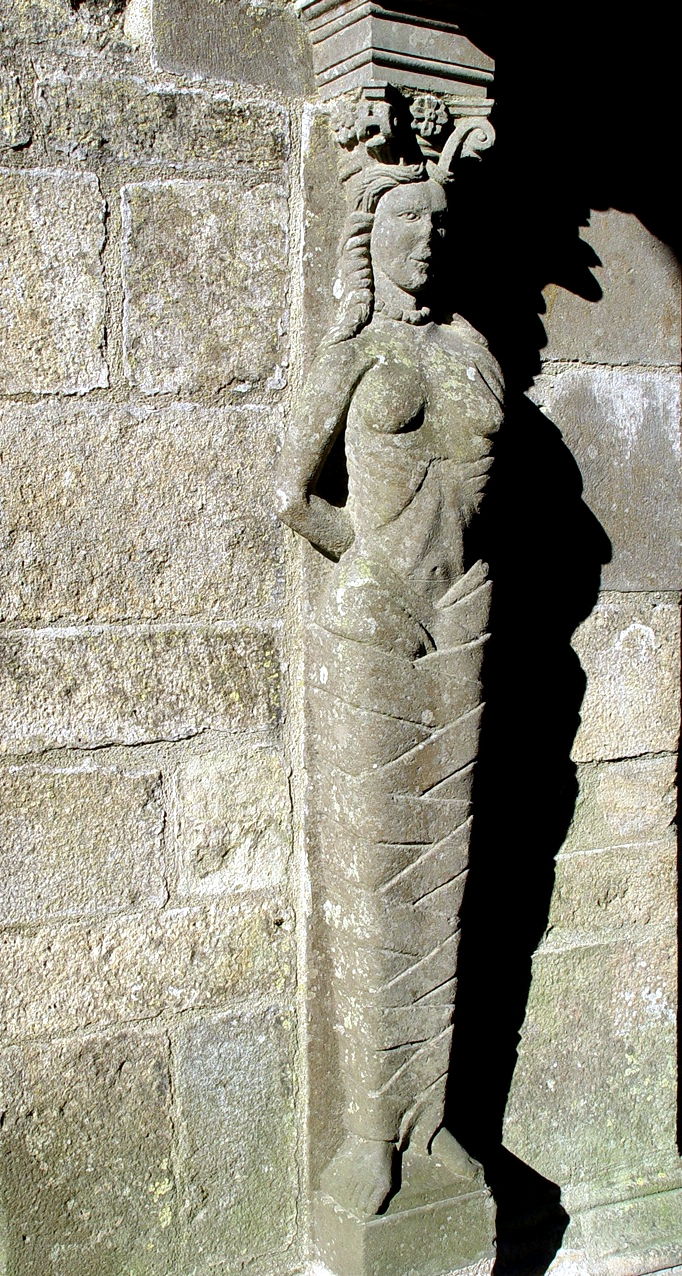
La Martyre : l'ossuaire, cariatide.

- Deux maisons de guet datant du XIVe siècle, situées de part et d'autre de l'enclos paroissial. Elles ont été inscrites par arrêtés du 26 janvier 1925 et du 12 mars 1987[68].
- L'enceinte de terre de Kerlavarec, datant du milieu du Moyen Âge, a été inscrite par arrêté du 27 juillet 1995[69]. De forme ovoïde (38 × 30 mètres environ), elle est délimitée par des levées de terre et des fossés larges des 4 mètres. Une ouverture au sud correspond à un comblement du fossé[70].
- Des croix et calvaires : le calvaire de Kerlavarec date de 1520, celui de Poulbroc'h du XVIe siècle. Des croix se trouvent à Lanviguer (date de 1565), Bas-Kervern (XVIe siècle), Croas-ar-C'huré (1614), sur le Champ de Foire (vers 1630), etc[71].

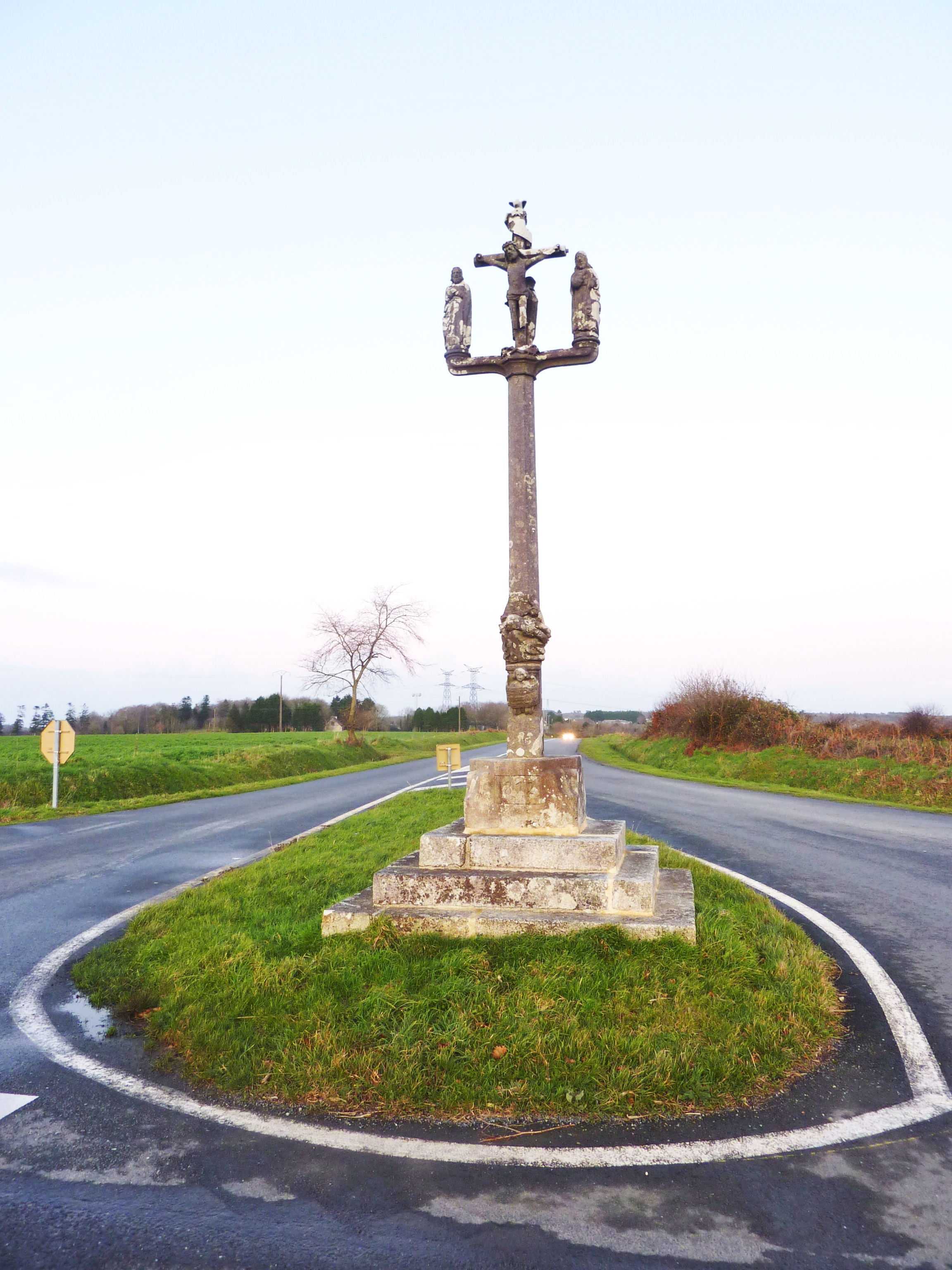
Le calvaire de Kerlavarec (date de 1520).
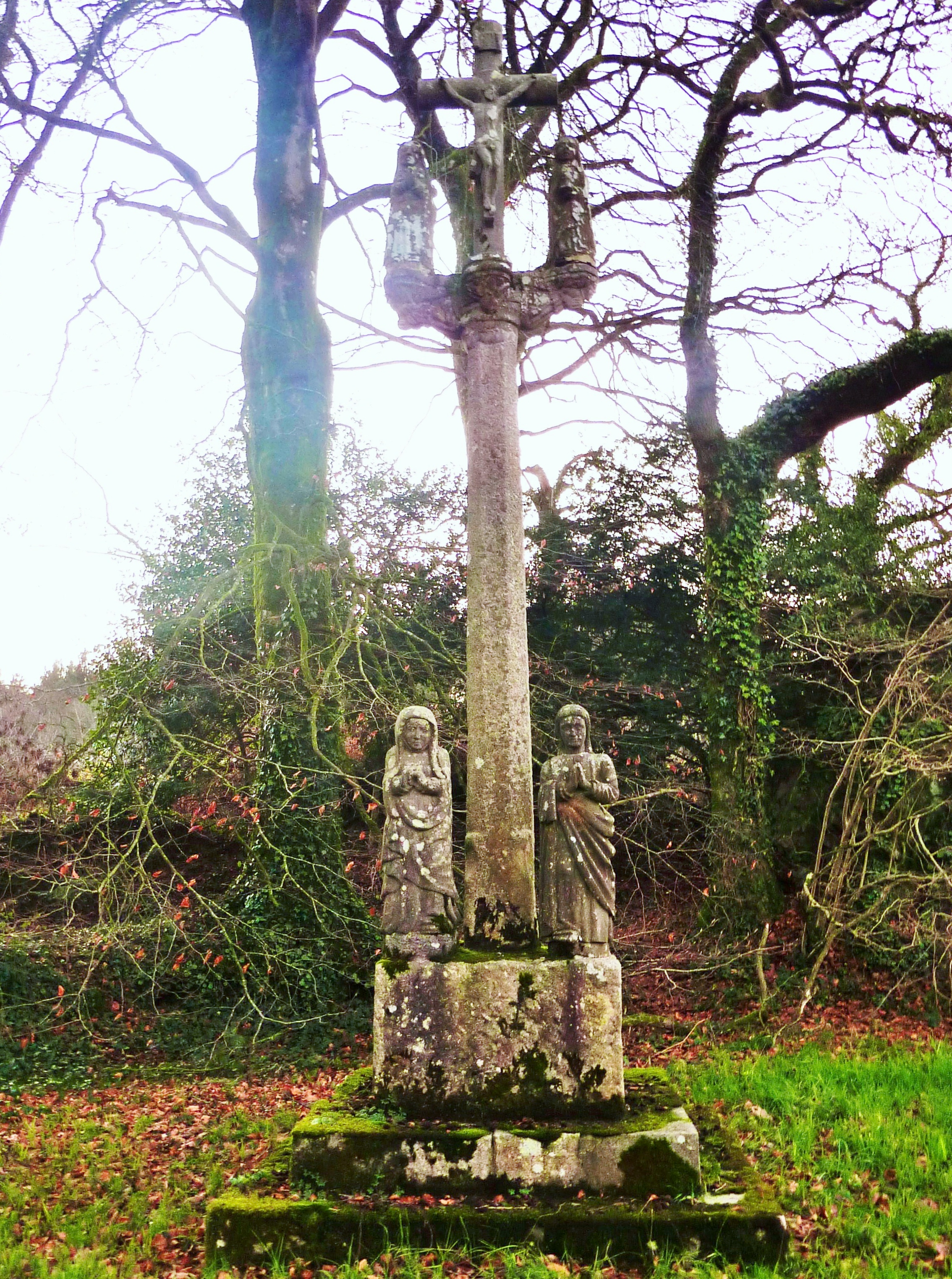
Le calvaire de Poulbroc'h (date du XVIe siècle).
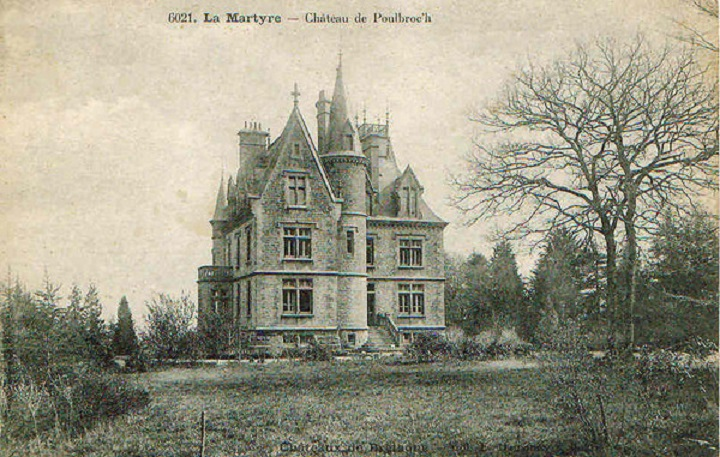
Le château de Poulbroc'h au début du XXe siècle.

- Le château de Poulbroc'h, construit à la fin du XIXe siècle sur le site de l'ancien manoir de Poulbroc'h, par Le Forestier de Quillien[72].
- Le monument aux morts de 1914-1918.

## Événements
Au Moyen Âge, une prestigieuse foire internationale se tenait à La Martyre. Principal bien échangé : la toile. Les XVe et XVIe siècles virent la plus grande activité. La légende veut que le père de Shakespeare en personne soit venu à ces foires, qui n'ont plus lieu de nos jours.